# Liên đoàn bóng đá Ả Rập Xê Út
Liên đoàn bóng đá Ả Rập Xê Út (SAFF) (tiếng Ả Rập: الاتحاد العربي السعودي لكرة القدم) là tổ chức quản lý, điều hành các hoạt động bóng đá ở Ả Rập Xê Út. SAFF quản lý bóng đá nam và nữ, tổ chức các giải bóng đá như Giải vô địch bóng đá Ả Rập Xê Út, Cúp bóng đá Ả Rập Xê Út,... SAFF là thành viên của cả Liên đoàn bóng đá thế giới (FIFA), Liên đoàn bóng đá châu Á (AFC) và Liên đoàn bóng đá Tây Á (WAFF).
Chủ tịch của Liên đoàn bóng đá Ả Rập Xê Út hiện nay là Hoàng thân Sultan bin Fahad Bin Abdul Aziz.